# Neptun
Neptún je zunanji, po oddaljenosti od Sonca osmi planet v Osončju (v času, ko je Pluton, ki ima izsredni tir, še veljal za planet, je bil občasno deveti). Je tudi najbolj oddaljeni ledeni orjak (do leta 1990 je spadal v kategorijo plinastih orjakov) v Osončju. Čeprav je najmanjši od plinastih orjakov, ima večjo maso kot Uran, ker ga je njegovo močnejše gravitacijsko polje stisnilo v večjo gostoto.
Okrog tega modrega planeta so bili odkriti šibki temni obroči, ki pa so manj izdatni kot Saturnovi. Ob njihovem odkritju so sprva domnevali, da niso zaključeni, vendar so podatki z vesoljskega plovila Voyager 2 to domnevo ovrgli. Neptun ima tudi vetrove, ki pihajo s hitrostjo 2000 km/h, v ozračju pa so znatne količine vodika, helija in metana, ki dajejo planetu značilno modro barvo. Ob mimoletu Voyagerja 2 leta 1989 se je na južni polobli nahajala Velika temna pega, primerljiva z Veliko rdečo pego planeta Jupitra. Neptun dokazano obkroža 14 lun. Neptunovo največjo luno Triton označujejo njen vzvratni tir, izredno nizke temperature (38 K) in zelo redka (14 mikrobarov) atmosfera iz dušika in metana.
Zaradi svojega modrega izgleda se planet imenuje po rimskem bogu morja Neptunu. Njegov astronomski simbol predstavlja stilizirani trizob (♆).
Neptun je bil odkrit 23. septembra 1846 in ga je do sedaj obiskala samo ena vesoljska sonda; Voyager 2 je letel mimo 25. avgusta 1989. V letu 2003 je bil predstavljen predlog, da bi izvedli odpravo Neptunov orbiter s sondami, ki bi imela podobne raziskovalne zmogljivosti kot Cassini-Huygens, vendar brez pomoči fisije pri pogonu ali električnemu napajanju.

## Odkritje
Astronomske skice Galileo Galilea kažejo, da je on prvi opazoval Neptun, in sicer najprej 27. decembra 1612 in nato še 27. januarja 1613. Neptun je bil takrat zaradi konjukcije na nočnem nebu navidezno zelo blizu Jupitra. Ker pa je Galileo Neptun zamenjal za zvezdo stalnico, mu odkritja ni mogoče pripisati. Ob Galilejevem opazovanju je bil Neptun zaradi ravno tisti dan začetega navideznega vzvratnega gibanja pri miru. Neptunovo navidezno gibanje je bilo premajhno, da bi ga Galileo lahko zaznal s svojim majhnim daljnogledom. Če bi se Neptun v času Galilejevega opazovanja gibal po nebu tako kot po navadi, bi ga Galileo zaradi razmeroma hitrega gibanja glede na ostale zvezde verjetno prepoznal kot planet in ne kot zvezdo stalnico.
Leta 1821 je Alexis Bouvard objavil astronomske tabele Uranovega tira. Poznejša opazovanja so pokazala precejšna odstopanja od izračunov v tabelah, zato je Bouvard domneval, da pot tega telesa nekaj moti. Leta 1843 je John Couch Adams izračunal tir osmega planeta, ki naj bi razložil Uranovo gibanje. Svoje izračune je poslal kraljevemu astronomu siru Georgu Biddellu Airyju, ta pa je zaprosil za dodatna pojasnila. Adams je začel s pisanjem odgovora, vendar ga ni nikoli odposlal.
Leta 1846 je neodvisno od Adamsa naredil svoje izračune Urbain-Jean Joseph Le Verrier, pri tem pa je prišlo do težav, saj ga njegovi rojaki niso podprli. Istega leta se je zavzel za matematični pristop John Herschel in prepričal Jamesa Challisa, da poišče planet.
Po precejšnem obotavljanju je Challis v juliju 1846 začel z nejevoljnim iskanjem. Medtem pa je Le Verrier za iskanje planeta prepričal Johanna Gottfrieda Galleja. Heinrich Louis d'Arrest, študent berlinskega observatorija, je predlagal, da se nedavno zrisana karta neba v območju predvidene lege Le Verrierja primerja s trenutnim stanjem na nebu in se poiščejo za planete značilni zamiki. Neptun je bil odkrit še isto noč, 23. septembra 1846, in to z odstopanji od napovedi Le Verrierja znotraj ene kotne stopinje ter od napovedi Adamsa okoli 10 stopinj. Challis je pozneje ugotovil, da je planet dvakrat opazoval v avgustu, vendar ga ni prepoznal, predvsem zaradi svojega odnosa do dela.
Po odkritju je prišlo do močnega nacionalističnega rivalstva med Francozi in Britanci, ki so imeli zasluge pri odkritju. Na koncu je prišlo do mednarodnega soglasja, tako da si zasluge za odkritje sedaj delita tako Le Verrier kot tudi Adams. Sedaj pa zgodovinarji znova preučujejo to zadevo, saj so leta 1998 odkrili »Neptunove papirje« (zgodovinske dokumente Kraljevega observatorija Greenwich), ki si jih je prilastil astronom Olin Eggen in so bili znova odkriti šele po njegovi smrti. Po pregledu teh dokumentov nekateri zgodovinarji menijo, da zasluge Adamsa za odkritje niso enakovredne Le Verrierjevim.

## Poimenovanje
Kmalu po odkritju so Neptun poimenovali preprosto »čezuranski planet« (»transuranski ~«) oziroma »Le Verrierjev planet«. Prvi predlog je za ime podal Galle. Predlagal je, da planet poimenujejo Janus. V Angliji je Challis predvsem zaradi pomorščakov predlagal ime Oceanus. V Franciji je Arago predlagal, da se novi planet imenuje Leverrier, čemur so zunaj Francije ostro nasprotovali. Francoski almanahi so hitro uveljavili ime Herschel za Uran in Leverrier za novi planet.
Medtem pa je Adams neodvisno predlagal spremembo imena Georgian v Uranus (Uran), Le Verrier pa je za novi planet predlagal ime Neptune (Neptun). Friedrich Georg Wilhelm von Struve je predlagal to ime 29. decembra 1846 na Akademiji znanosti v Sankt-Peterburgu. Kmalu je Neptun postal mednarodno priznana oznaka. V rimski mitologiji je bil Neptun bog morja, enakovreden grškemu Pozejdonu. Zahteva po mitološkem imenu se je skladala z oznakami za druge planete, ki so bili vsi (razen Urana) poimenovani v antiki.
V kitajščini, korejščini, japonščini in vietnamščini se ime planeta prevaja kot zvezda morskega kralja (海王星).

## Fizikalne značilnosti
Ker je Neptun od Sonca zelo oddaljen, prejme zelo malo toplote. Temperatura najvišjih plasti ozračja znaša le -218 °C (55 K). Ker je Neptun plinasti orjak, nima trdnega površja. Vendar pa z globino plasti postajajo čedalje toplejše. Verjetno je ta toplota ostanek iz časov nastajanja Osončja, ko je na planet padala snov, zdaj pa se toplota počasi oddaja nazaj v vesolje. Neptunovo ozračje ima najhitrejše vetrove v Osončju, in sicer hitrosti do 2000 km/h, najbrž pa jih poganja tok toplote iz notranjosti.
Notranja sestava je podobna Uranovi. Planet ima verjetno jedro iz (staljenih) kamnin in kovin, ki ga obdaja mešanica kamnin, vode, amoniaka in metana. Ozračje, ki sega od roba morda 10 do 20 odstotkov razdalje do središča planeta, je večinoma sestavljeno iz vodika in helija, z globino pa naraščajo količine metana, amoniaka in vode, ki se nato zlijejo v tekočo notranjost. Tlak v središču Neptuna je več milijonkrat večji od tlaka na površju Zemlje. Pri primerjavi hitrosti vrtenja in stopnji sploščenosti je ugotovljeno, da je pri Neptunu masa enakomerneje razporejena kot pri Uranu, ki ima maso bolj zbrano v središču planeta.
Neptun je podoben Uranu tudi pri svoji magnetosferi, saj je njegovo magnetno polje  glede na os vrtenja zelo nagnjeno - in sicer za 47 stopinj, središče magnetnega polja pa je od fizičnega središča planeta oddaljeno vsaj 0,55 planetovega polmera (okoli 13.500 kilometrov). Na podlagi primerjave magnetnih polj obeh planetov so znanstveniki mnenja, da je tako nenavadna orientacija značilna za tokove v notranjosti planeta.
Neptunom in Uranom se razlikujeta tudi po stopnji meteorološke dejavnosti. Uran je dokaj blede barve, Neptunovi visoki vetrovi pa omogočajo razvoj posebnih vremenskih pojavov. Leta 1989, ko je mimo Neptuna letelo vesoljsko plovilo Voyager 2, je bila vidna velika temna pega, vrtinčast viharni sistem velikosti Evrazije. Vihar spominja na Jupitrovo veliko rdečo pego, vendar je do junija 1994 očitno izginil. Novejša slika, ki jo je 2. novembra 1994 posnel Hubblov vesoljski teleskop, kaže na podobne manjše viharje na Neptunovi severni polobli. Med plinastimi orjaki so bili samo na Neptunu opazni visoki oblaki, ki so metali senco na spodnje plasti oblakov.

## Planetovi obroči
Neptun ima šibek sistem planetnih obročev neznane sestave. Obroči imajo posebno »grudasto« sestavo, ki je še niso pojasnili, eden od razlogov pa naj bi bil gravitacijski vpliv majhnih lun, ki krožijo okoli planeta blizu teh obročev.
Prvi dokazi o nezaključenosti obročev so se pojavili v sredini 80. let 20. stoletja, ko so opazovanja z okultacijami pokazala dodaten »pomežik« malo pred ali pa takoj za okultacijo zvezde. To so leta 1989 pojasnile slike Voyagerja 2, ki so pokazale, da sestav obročev vsebuje več šibkih obročev. Najbolj zunanji obroč, Adams, vsebuje tri značilne loke, sedaj poimenovane Liberté, Egalité in Fraternité (svoboda, enakopravnost in bratstvo). Te loke si težko razložimo, saj bi se po zakonih gibanja morali v kratkem času razlesti v enakomerne obroče. Loke verjetno omejujejo gravitacijski vplivi lune Galateje, ki se giblje ravno znotraj obroča.
Voyagerjeve kamere so odkrile več drugih obročev. Poleg ozkega obroča Adams, od središča Neptuna oddaljenega 63.000 km, še obroč Leverrier pri 53.000 km in širši ter šibkejši obroč Galle pri 42.000 km. Šibka zunanja razširitev obroča Leverier se imenuje obroč Lassell; na svojem zunanjem robu je povezan z obročem Arago pri 57.000 km.
Nova opazovanja z Zemlje iz leta 2005 kažejo, da so Neptunovi obroči precej manj stabilni, kot so domnevali. Zanimivo je tudi, da bo obroč Liberté mogoče izginil že v enem stoletju. Z novimi opazovanji je razumevanje Neptunovih obročev postalo bolj negotovo.
| ime obroča             | polmer (km) | širina (km) | opombe                                 |
| ---------------------- | ----------- | ----------- | -------------------------------------- |
| 1989 N3R (»Galle«)     | 41.900      | 15          | imenovan po Johannu Gottfriedu Galleju |
| 1989 N2R (»Leverrier«) | 53.200      | 15          | imenovan po Urbainu Le Verrierju       |
| 1989 N4R (»Lassell«)   | 55.400      | 6           | imenovan po Williamu Lassellu          |
| obroč Arago            | 57.600      | -           | imenovan po Françoisu Aragu            |
| lok obroča Liberté     | 62.900      | -           | »vodeči« lok                           |
| lok obroča Égalité     | 62.900      | -           | »vzporedni« lok                        |
| lok obroča Fraternité  | 62.900      | -           | »sledeči« lok                          |
| lok obroča Courage     | 62.900      | -           |                                        |
| 1989 N1R (»Adams«)     | 62.930      | manj kot 50 | imenovan po Johnu Couchu Adamsu        |

## Neptunovi naravni sateliti
Znanih je 14 Neptunovih naravnih satelitov. Daleč največja luna in tudi dovolj masivna, da je lahko sferična, je Triton, ki ga je samo 17 dni po odkritju Neptuna odkril William Lassell. V nasprotju z ostalimi večjimi lunami v Osončju ima Triton vzvratni tir, kar kaže, da je bil ujet, in predstavlja največji znani primer telesa Kuiperjevega pasu (čeprav ni več tam). Nahaja se dovolj blizu Neptuna, da je vezan v sinhroni tir in se v spirali bliža planetu. Triton je najhladnejše izmerjeno telo v Osončju.
| Triton v primerjavi z Zemljino Luno | Triton v primerjavi z Zemljino Luno | Triton v primerjavi z Zemljino Luno | Triton v primerjavi z Zemljino Luno | Triton v primerjavi z Zemljino Luno |
| ime                                 | premer (km)                         | masa (kg)                           | polmer tira (km)                    | perioda tira (dnevi)                |
| ----------------------------------- | ----------------------------------- | ----------------------------------- | ----------------------------------- | ----------------------------------- |
| Triton                              | 2700 (80 % Luninega)                | 2,15×1022 (30 % Lunine)             | 354.800 (90 % Luninega)             | -5,877 (20 % Lunine)                |

Neptunov drugi znan satelit, nepravilna luna Nereida, ima enega najbolj sploščenih tirov v Osončju.
Od julija do septembra 1989 je Voyager 2 odkril šest novih Neptunovih lun. Od teh je nepravilno oblikovani Proteus znan po tem, da ima pri svoji gostoti največjo mogočo velikost, preden bi se zaradi lastne gravitacije oblikoval v kroglasto obliko. Čeprav je po masi med Neptunovimi lunami na drugem mestu, ima samo četrtinko odstotka mase Tritona. Neptunove najbolj notranje lune Najada, Talasa, Despina in Galateja krožijo okoli Neptuna dovolj blizu, da so znotraj Neptunovih obročev. Naslednja najbolj oddaljena luna Larisa je bila odkrita že leta 1981, ko je zakrila zvezdo. To so takrat pripisali obročem, pri opazovanju Neptuna leta 1989 pa je Voyager 2 potrdil, da je bila za zakritje kriva luna. Leta 2004 so bile objavljene lune, odkrite v letih 2002 in 2003  Novo in doslej najmanjšo luno, Hipokamp, so odkrili leta 2013 z analizo slik s teleskopa Hubble.

## Neptunovi Trojanci
Do leta 2005 sta bila znana dva Neptunova Trojanska asteroida, ki imata enako tirno periodo kot planet. Ležita v raztegnjenih in zakrivljenih območjih okrog Lagrangeevih točk L4 in L5 60° pred Neptunom in za njim. To sta 2001 QR322 in 2004 UP10. V letu 2005 so opazili še tri možne Neptunove Trojance: 2005 TN53, 2005 TN74 in 2005 TO74. Da bodo nedvomno označeni kot Neptunovi Trojanci, bo potrebno natančneje določiti tire. To tudi pomeni, da uradni seznam Središča za male planete (MPC) še ni dokončen.

## Videz in vidljivost z Zemlje
Neptun ni s prostim očesom viden nikoli. Njegova svetlost je med magnitudama +7,7 in +8,0, zato je za opazovanje potreben daljnogled ali teleskop. V teleskopu je viden kot majhen modro-zelen disk, podoben Uranu. Modro-zeleno barvo mu daje metan v ozračju.
Ker je obhodni čas Neptuna 165 let, se je v začetku 21. stoletja vrnil na približno tisto mesto, kjer ga je odkril Galle, in sicer trikrat: 11. aprila 2009, ko je bil v normalnem gibanju, 17. julija istega leta, ko je bil v vzvratnem gibanju in še zadnjič v naslednjih 165 letih 7. februarja 2010. Tako kot vsi planeti v Osončju za Zemljo tudi Neptun potuje navidezno vzvratno. Poleg tega pride še do opozicije, vrnitve v normalno gibanje in konjunkcije s Soncem.

## Raziskave
Leta 1977 izstreljena ameriška sonda Voyager 2 je do danes edino plovilo, ki se je približalo Neptunu. To je bil zadnji planet, ki ga je sonda lahko obiskala, zato je bila sprejeta odločitev, da bo opravila bližnji mimolet lune Triton, ne glede na posledice za sondin tir. Najbližje Neptunu je letela 25. avgusta 1989, ko se je približala na razdaljo 4400 km vrhnjemu delu atmosfere. Na tej razdalji so signali s sonde do Zemlje potovali več kot štiri ure, zato jo je upravljal samodejni program. Sonda je ob mimoletu potrdila obstoj magnetnega polja in izmerila njegove značilnosti. Meritve radijskega valovanja so dale odgovor na vprašanje o vrtilni dobi. Pokazalo se je tudi, da ima planet presenetljivo aktiven vremenski sistem, odkritih je bilo šest novih lun in nadaljnji obroči.
Leta 2003 je agencija NASA v svojo srednjeročno vizijo raziskovanj osončja vključila odpravo, podobno odpravi Cassini-Huygens s predvidenim datumom izstrelitve okrog leta 2016, ki bi podrobneje preučila Neptunov sistem. Vendar odprava v kasnejše strateške dokumente ni bila vključena; preučevanje t. i. razreda ledenih orjakov v okviru ameriškega vesoljskega programa se bo v bližnji prihodnosti osredotočalo na Uran, nadaljnje odprave proti Neptunu pa zaenkrat niso predvidene.